# Padule Orti - Bottagone
Padule Orti - Bottagone este o arie protejată (arie specială de conservare — SAC, sit de importanță comunitară — SCI, arie de protecție specială avifaunistică — SPA) din Italia întinsă pe o suprafață de 121 ha, integral pe uscat.

## Localizare
Centrul sitului Padule Orti - Bottagone este situat la coordonatele 42°58′05″N 10°35′57″E / 42.968056°N 10.599167°E.

## Înființare
Situl Padule Orti - Bottagone a fost declarat sit de importanță comunitară în iunie 1995 pentru a proteja 31 de specii de animale. Alte tipuri de protecție:
- arie de protecție specială avifaunistică (în martie 2004)[2]
- arie specială de conservare (în mai 2016)[1][3][4]

## Biodiversitate
Situată în ecoregiunea mediteraneană, aria protejată conține 6 habitate naturale: Pășuni mediteraneene udate de apa mării (Juncetalia maritimi), Tufărișuri halofile mediteraneene și termo-atlantice (Sarcocornetea fruticosi), Stepe sărăturate mediteraneene (Limonietalia), Salicornia și alte specii anuale care populează regiunile mlăștinoase și nisipoase, Lagune de coastă, Pajiști umede mediteraneene cu ierburi înalte de Molinio-Holoschoenion.
La baza desemnării sitului se află mai multe specii protejate:
- păsări (28): privighetoare-de-baltă (Acrocephalus melanopogon), rață mare (Anas platyrhynchos), gâscă cenușie (Anser anser), fâsă-de-câmp (Anthus campestris), egretă mare (Ardea alba), stârc cenușiu (Ardea cinerea), stârc roșu (Ardea purpurea), stârc galben (Ardeola ralloides), buhai de baltă (Botaurus stellaris), pasărea ogorului (Burhinus oedicnemus), prundăraș de sărătură (Charadrius alexandrinus), erete de stuf (Circus aeruginosus), erete vânăt (Circus cyaneus), dumbrăveancă (Coracias garrulus), egretă mică (Egretta garzetta), Falco biarmicus, piciorong (Himantopus himantopus), stârc pitic (Ixobrychus minutus), becațină mică (Lymnocryptes minimus), rață fluierătoare (Mareca penelope), stârc de noapte (Nycticorax nycticorax), cormoran mare (Phalacrocorax carbo), Phoenicopterus ruber, lopătar (Platalea leucorodia), ciocântors (Recurvirostra avosetta), rață cârâitoare (Spatula querquedula), călifar alb (Tadorna tadorna), fluierarul cu picioare roșii (Tringa totanus)
- amfibieni (1): Triturus carnifex
- pești (1): Aphanius fasciatus
- reptile (1): țestoasa de baltă (Emys orbicularis)

Pe lângă speciile protejate, pe teritoriul sitului au mai fost identificate 3 specii de plante, 1 specie de păsări, 1 specie de reptile.